# Supersera
Supersera è stato un programma televisivo italiano, trasmesso da Raidue dal 27 gennaio 1985 la domenica alle 20:40 per nove puntate.

## Il programma
Il programma, scritto da Ferruccio Fantone, Dino Verde e lo stesso Siena, era condotto da Alida Chelli, con la partecipazione di Enzo Garinei, tra filmati, monologhi, sketch, canzoni e balletti. Nel cast, anche Elisabetta Virgili, Pietro De Vico, Giorgio Ariani ed il cantante Bruno Martino. La sigla di chiusura era Che strana, però, Roma di sera, cantata da Alida Chelli.